# Alionoctula angulata
Alionoctula angulata is een vleermuis uit het geslacht Alionoctula.

## Kenmerken
A. angulata is een kleine gladneus met een lange, donkere vacht. De kop-romplengte bedraagt 33,4 tot 43,5 mm, de staartlengte 34 tot 38,9 mm, de voorarmlengte 33 tot 35,1 mm, de tibialengte 14 tot 15 mm, de oorlengte 10 tot 15,5 mm en het gewicht 3 tot 4 g.

## Verspreiding
Deze soort komt voor op Nieuw-Guinea en omliggende eilanden, de Bismarckarchipel en de Salomonseilanden. De populatie van de Salomonseilanden wordt als een aparte ondersoort gezien, A. a. ponceleti Troughton, 1936; in de rest van de verspreiding komt de ondersoort A. a. angulata voor. Deze soort is lange tijd in A. tenuis geplaatst, maar wordt nu, net als een aantal andere Nieuw-Guinese Alionoctula, als een aparte soort gezien.
Deze soort roest in grotten. A. angulata is tot nu toe alleen bekend van het Papoea-Nieuw-Guineese deel van Nieuw-Guinea, waarschijnlijk doordat er in het Indonesische deel niet voldoende naar de soort gezocht is. Op het Indonesische eiland Biak is het dier echter wel gevonden, net als op de eilanden Fergusson, Goodenough, Misima, Normanby en Sudest ten zuidoosten van Nieuw-Guinea, op Duke of York, Emirau, Karkar, Manus, Mioko Nieuw-Brittannië en Nieuw-Ierland in de Bismarck-archipel, op Bougainville en op Fauro, Guadalcanal, Nendö, New Georgia en Santa Isabel in de Salomonseilanden.